# Kiki Classen
Kiki Classen (* 19. Februar 1964 in Rotterdam) ist eine niederländische Schauspielerin und Fernsehmoderatorin.
Classen wurde als Tochter des Schauspielers Edmond Classen geboren. In ihrem Heimatland wurde sie einem breiten Publikum Anfang der 1980er Jahre mit der Rolle der Wiep Lansberg in der Comedyserie Zeg 'ns AAA bekannt. Danach spielte sie neben Eric Schneider die Hauptrolle in dem Bühnenstück TABU und wirkte in der Aufführung von Suiker, einem Bühnenstück des niederländischen Dichters Hugo Claus mit, die für den Gouden-Gids-Publikumspreis nominiert war. Später stand sie in der Inszenierung von Die Dinner-Party von Neil Simon und der Theateradaption von Zeg 'ns AAA auf der Bühne. Beide Produktionen waren für den Publikumspreis des NRC Handelsblad nominiert.
Im niederländischen Fernsehen präsentierte sie im Kanal SBS 6 die Sendung Blond, Blond en Blond mit Patricia Brok und Annette Visser. Für die niederländische Ausgabe des Magazins Playboy posierte sie im Mai 1990 nackt. Im gleichen Jahr spielte sie die Rolle der Marion Bowman-van Tellingen in der Fernsehserie Diamant, die wegen der offenen Darstellung einer inzestuösen Beziehung für öffentliche Diskussionen sorgte.
Claasen wirkte auch in verschiedenen Filmproduktionen mit, so 1990 in der französischen Produktion Vincent et moi und 1997 in Theo van Goghs Au!. 2001 übernahm sie die Hauptrolle in Terrorama!, dem kontroversen Spielfilmdebüt des niederländischen Regisseurs Edwin Brienen.
In der Spielzeit 2006/07 war sie in der erfolgreichen Aufführung des Musicals Wat Zien Ik?! zu sehen, die auf dem gleichnamigen Roman von Albert Mol basiert. 